# Exorista echinaspis
Exorista echinaspis là một loài ruồi trong họ Tachinidae.